# 결과반가치
결과반가치(結果反價値, 독일어: Erfolgsunwert)란 불법의 실체가 법익의 침해 또는 그 위험에 있다고 보는 입장이다. 결과반가치는 형법의 기능을 법익보호로 보며 위법성의 본질은 법익의 침해, 위험에 있다고 한다. 과실범의 불법은 법익침해에 있다는 견해를 보인다. 행위반가치와 대립되는 형법의 개념이다.

## 참고 문헌
- 손동권, 『체계적 형법연습』, 율곡출판사, 2005. (ISBN 8985177915)

## 같이 보기
- 행위반가치